# 湯君耀
湯君耀（英語：Chris Tong Kwan Yiu，1995年4月9日—），香港男演員及模特兒，現為Fineapple Asia 旗下藝人。

## 簡歷
湯君耀父親是藝人湯鎮業，母親是前亞洲電視藝員姜坤，有一個姊姊及孿生胞兄湯君慈，並有同父異母的1名弟弟2名孿生妹妹。他曾就讀聖士提反書院，之後到美國加利福尼亞大學洛杉磯分校修讀社會學及電影系學士課程，2017年學成歸來便與其兄一起加入甄子丹旗下的「超级英雄電影公司」，出道成為演員和參演首部電影《大師兄》。2023年加入Fineapple Asia （页面存档备份，存于） 經理人公司，與各大時裝品牌如Louis Vuitton 合作。 

## 演出作品

### 電影
| 年份   | 電影名 | 角色   |
| 2018年 | 大師兄 | 關啟賢 |

### 綜藝節目
| 年份     | 節目名          | 備註                  |
| ViuTV    |                 |                       |
| 2018年   | 晚吹 - Close 噏 | 第20集嘉賓（8月11日） |
| 無綫電視 |                 |                       |
| 2018年   | 今期流行        | 第二輯 第10、12集嘉賓 |
| 2021年   | 流行經典50年    | 3月28日嘉賓           |